# HD191796
HD191796 — хімічно пекулярна зоря спектрального класу A0, що має видиму зоряну величину в смузі V приблизно  7,8.
Вона  розташована на відстані близько 1009,8 світлових років від Сонця.

## Пекулярний хімічний склад
Зоряна атмосфера HD191796 має підвищений вміст 
Eu
.